# Mordowija Sarańsk (piłka nożna)
Mordowija Sarańsk (ros. Футбольный клуб «Мордовия» Саранск, Futbolnyj Kłub "Mordowija" Saransk) – rosyjski klub piłkarski z siedzibą w Sarańsku.

## Historia
Chronologia nazw:
- ...—1960: Spartak Sarańsk (ros. «Спартак» Саранск)
- maj—sierpień 1961: Stroitiel Sarańsk (ros. «Строитель» Саранск)
- 1961—1971: Spartak Sarańsk (ros. «Спартак» Саранск)
- 1972—1979: Elektroswiet Sarańsk (ros. «Электросвет» Саранск)
- 1980—2003: Swietotiechnika Sarańsk (ros. «Светотехника» Саранск)
- 2003—2004: Lisma-Mordowija Sarańsk (ros. «Лисма-Мордовия» Саранск)
- 2005—...: Mordowija Sarańsk (ros. «Мордовия» Саранск)

Piłkarska drużyna Stroitiel została założona w 1961 w mieście Sarańsk, chociaż wcześniej w rozgrywkach Pucharu ZSRR miasto reprezentowała drużyna Spartak Sarańsk w 1938. 
W 1961 zespół Stroitiel Sarańsk debiutował w Klasie B Mistrzostw ZSRR, w której występował dwa sezony. Po reformie systemu lig ZSRR w 1963 okazał się w Drugiej Lidze, w której występował do 1972, z wyjątkiem 1970, kiedy to zmagał się w niższej lidze. W latach 1973–1979 zespół uczestniczył w rozgrywkach lokalnych pod nazwą Elektroswiet Sarańsk.
Od 1980 klub nazywał się Swietotiechnika Sarańsk i występował ponownie w Drugiej Lidze.
W 1990 i 1991 klub występował w Mistrzostw ZSRR w Drugiej Niższej Lidze.
W Mistrzostwach Rosji klub startował w Pierwszej Lidze, w której występował dwa sezony, a od 1994 występował w Drugiej Lidze.
W 2001 zdobył mistrzostwo w Drugiej Dywizji, grupie Uralsko-Nadwołżańskiej i w turnieju finałowym zdobył drugie miejsce. Jednak odmówił awansu. Sytuacja powtórzyła się w 2002 - klub ponownie zdobył mistrzostwo i był drugi w turnieju finałowym, jednak skorzystał z okazji awansować do Pierwszej Dywizji. Klub zmienił nazwę na Lisma-Mordowija Sarańsk i dwa sezony występował w Pierwszej Dywizji.
Po sezonie 2004 klub zajął przedostatnie 21 miejsce i spadł z Pierwszej Dywizji. 
Przed rozpoczęciem sezonu 2005 odbyła się fuzja z innym klubem Biochimik-Mordowia Sarańsk. Nowo powstały klub pod nazwą Mordowija Sarańsk kontynuował rozgrywki w Drugiej Dywizji.
Po dwuletniej przerwie klub ponownie wywalczył awans do Pierwszej Dywizji, jednak nie potrafił utrzymać się w niej i z powrotem spadł do Drugiej Dywizji, grupy Uralsko-Nadwołżańskiej, w której występuje do dziś.
W latach 2010–2018 Mordowija swoje spotkania rozgrywała na stadionie Start. Wcześniej obiektem klubu był, rozebrany w 2010 roku, stadion Swietotiechnika. W 2018 roku otwarto nowy obiekt, który będzie również jedną z aren piłkarskich Mistrzostw Świata 2018.

## Sukcesy
- 12 miejsce w Klasie B ZSRR: 1961
- 1/64 finału w Pucharze ZSRR: 1985
- 13 miejsce w Rosyjskiej Drugiej Dywizji: 1992, 1993
- 1/4 finału w Pucharze Rosji: 1993